# دانيل كوفاتش (لاعب كرة قدم)
دانيل كوفاتش (بالمجرية: Kovács Dániel)‏ هو لاعب كرة قدم مجري، ولد في 27 يوليو 1990 في بيكيسكسابا في المجر. شارك مع منتخب المجر تحت 17 سنة لكرة القدم. أما مع النوادي، فقد لعب مع نادي سانت غالن ونادي فاساس.

## وصلات خارجية
- دانيل كوفاتش على موقع اتحاد المجر (الهنغارية)
- دانيل كوفاتش على موقع قاعدة بيانات كرة القدم.إي يو (الإنجليزية)
- دانيل كوفاتش على موقع Soccerway.com (الإنجليزية)